# مایک داد
مایک داد (انگلیسی: Mike Dodd؛ زادهٔ august ۲۰, ۱۹۵۷ (۶۷ سال)) بازیکن والیبال، بازیکن والیبال ساحلی، و بازیکن بسکتبال اهل ایالات متحده آمریکا است.